# Séisme de 1896 à Sanriku
Le séisme de 1896 de Sanriku (japonais : 明治三陸地震) est un tremblement de terre qui s'est produit au large de la Préfecture d'Iwate le 15 juin 1896. La magnitude était de 8,2. Comme la secousse du tremblement de terre était faible, il n'y avait presque aucun dommage causé par la secousse. Cependant, le tremblement de terre a provoqué un énorme tsunami et causé d'énormes dégâts. Le tsunami a tué plus de 20 000 personnes.
À travers ses reportages, la globe-trotteuse Eliza Ruhamah Scidmore fait découvrir au public américain le mot japonais tsunami : dans un article du National Geographic Magazine, elle décrit la vague de 24 à 38 mètres (soit un bâtiment de 12 étages) qui balaye Sanriku le 15 juin 1896. Le tsunami touche la côte est du Japon, fait 22 000 morts, blesse grièvement 5 000 personnes et détruit de nombreux villages et villes. Le terme anglais utilisé, « tidal wave (raz-de-marée) », met alors simplement l'accent sur le caractère extrême d'une marée. Cette dernière étant issue de l'action de la Lune et du Soleil et non de l'activité sous-marine, le mot japonais est peu à peu adopté dans le vocabulaire scientifique anglais.